# E&D Fleischer
E&D Fleischer este o companie producătoare de perdele din Deva, România.
A fost înființată în anul 1997, de cetățeanul german Erwin Fleischer.
În anul 2004, compania producea peste 27.000 de perdele pe săptămână, fiind al doilea producător de perdele din Europa, după firma turcă Gardinia.
E&D Fleischer lucrează în sistem lohn, întreaga producție fiind destinată exportului.
Produsele companiei ajung în marile magazine din Germania, cum sunt Kaufhof, OBI sau Otto.
Începând cu anul 2002, compania produce și huse pentru scaune de copii pentru autoturisme care sunt destinate unor producători importanți de autoturisme precum Mercedes, Renault, Volkswagen, Audi sau Hyundai.
Număr de angajați în 2004: 600
Cifra de afaceri în 2003: 1,8 milioane euro